# جاكي هاري
جاكي هاري (بالإنجليزية: Jackée Harry)‏ هي ممثلة أمريكية، ولدت في 14 أغسطس 1956 في الولايات المتحدة. بدأت مشوارها المهني سنة 1983.

## أعمال

### أفلام
- (1984) نادي القطن

## وصلات خارجية
- جاكي هاري على موقع IMDb (الإنجليزية)
- جاكي هاري على موقع ألو سيني (الفرنسية)
- جاكي هاري على موقع ميوزك برينز (الإنجليزية)
- جاكي هاري على موقع أول موفي (الإنجليزية)
- جاكي هاري على موقع قاعدة بيانات برودواي على الإنترنت (الإنجليزية)
- جاكي هاري على موقع إن إن دي بي (الإنجليزية)
- جاكي هاري على موقع قاعدة بيانات الفيلم (الإنجليزية)
- جاكي هاري على موقع كينوبويسك (الروسية)